# Kolová
Kolová (en allemand : Kohlhau) est une commune du district et de la région de Karlovy Vary, en République tchèque. Sa population s'élevait à 791 habitants en 2021.

## Géographie
Kolová se trouve à 6 km au sud-sud-est de Karlovy Vary et à 111 km à l'ouest de Prague.
La commune est limitée par Karlovy Vary au nord, par Pila à l'est, par Stanovice au sud et au sud-ouest, et par Březová au nord-ouest.

## Histoire
La première mention écrite de la localité date de 1785.